# Malaybalay
Malaybalay é um cidade de  primeira classe de renda da cidade (d) na província Bukidnon, nas Filipinas. De acordo com o censo de 1 de maio  de  2020 possui uma população de 190 712 pessoas e 43 839 domicílios.